# 아라이 지즈루
아라이 지즈루(일본어: 新井 千鶴, 1993년 11월 1일~)는 일본의 유도 선수로 2020년 하계 올림픽 여자 미들급에서 금메달, 혼성 단체전 은메달을 획득했다.